# Heavy Gauge
Heavy Gauge – szósty album japońskiego zespołu Glay wydany 20 października 1999 roku przez Pony Canyon, Mustard/Unlimited records.

## Lista utworów
1. Heavy Gauge - 6:52
2. Fatsounds - 3:50
3. Survival - 4:24
4. Koko Dewanai, Dokoka e (jap. ここではない、どこかへ) - 5:49
5. Happiness - 5:51
6. Summer FM - 5:11
7. Level Devil - 5:06
8. Be with You - 5:10
9. Winter, Again - 5:14
10. Will Be King - 7:30
11. Ikigai (jap. 生きがい) - 5:57
12. Savile Row -Savile Row 3 Address- (jap. Savile Row ～サヴィル ロウ 3番地～) - 4:35